# Boeing F-47
Die Boeing F-47 ist ein in Auftrag gegebenes Kampfflugzeug der sechsten Generation, das von Boeing für die US-Luftwaffe (United States Air Force) im Rahmen des Next Generation Air Dominance (NGAD)-Programms als Nachfolger der Lockheed Martin F-22 entwickelt wird.

## Hintergrund
Next Generation Air Dominance (NGAD) ist der Name eines Entwicklungs- und Beschaffungsprogramms der United States Air Force für ein Luftüberlegenheits-Jagdflugzeug der sechsten Generation, das ab den 2030er Jahren die F-22 Raptor ablösen soll. Das Programm läuft seit einer Studie 2014. Seit 2019 gab es mindestens zwei und möglicherweise ab 2023 drei Versuchsflugzeuge zur Erprobung technischer Lösungen in der Luft.
Es ist beabsichtigt, dass das neue Flugzeug die F-35 Lightning II begleiten kann. Abhängig von der Mission soll das Jagdflugzeug bemannt oder unbemannt operieren und als Mittelstück eines Familiensystems, in dem bemannte und unbemannte Collaborative Combat Aircraft (CCA) nebeneinander zusammenwirken, fungieren. Tarnkappentechnik und ein verbesserter Datenlink stehen im Mittelpunkt der Entwicklung. Experimentelle Flugzeuge, welche die neuen NGAD-Technologien unter Beweis stellen sollten, sogenannte X-Plane Technology Demonstrators, wurden von Boeing Defense, Space and Security und Lockheed Martin Aeronautics entwickelt, nachdem Northrop Grumman entschieden hatte nicht teilzunehmen.
Am 21. März 2025 verkündete Präsident Donald Trump, dass Boeing mit seinem F-47-Entwurf die Ausschreibung gewonnen hatte. Der Entwicklungsauftrag hat einen Umfang von 20 Milliarden US-Dollar. Über die Einsatzzeit werden Kosten von mehr als 100 Milliarden US-Dollar erwartet. Vor der Ankündigung war das Projekt monatelang unterbrochen und detailliert überprüft worden, zum einen wegen Budgetbeschränkungen und zum anderen wegen veränderter Prioritäten. Laut US-Präsident Donald Trump fliegt eine experimentelle Version des Flugzeugs seit fast fünf Jahren geheim. Die US-Luftwaffe hofft, das Kampfflugzeug innerhalb des nächsten Jahrzehnts einsetzen zu können.
In derselben Pressekonferenz ließ Donald Trump durchblicken, dass der Jet ihm zu Ehren (er ist der 47. Präsident der USA) F-47 getauft wurde.
Der amtierende Generalstabschef der US Air Force, David W. Allvin, bestätigte die Entwicklung des Flugzeugs seit 2020, mit Zielen deutlich höherer Reichweite (wegen der Entfernungen im Pazifischen Rand), besseren Tarnkappeneigenschaften, höherer Einsatzverfügbarkeit, und günstigeren Unterhaltskosten. Das Flugzeug soll bis zum Ende der Präsidentschaft (Januar 2029) „fliegen“ und mit zwei Zusatztanks eine Reichweite von 1850 Meilen (3000 Kilometer) haben.